# Untersberg
Az 1972 méter Untersberg a Berchtesgadeni-Alpok legészakibb masszívuma, amely az osztrák-német határon található. A legközelebbi városok a bajorországi Berchtesgaden és az ausztriai Salzburg. Közvetlenül a hegy lábánál található Grödig község, ahonnan 1964 óta felvonóval lehet felmenni a Salzburer Hochthronra, személyenként kb. 17-34 Euróért, ez 8 percet vesz igénybe. Gyalog is megközelíthető a határ német oldaláról, 3-4 óra alatt meg lehet mászni. Félúton menedékház is van(Toni-Lenz Hütte), éttremmel és szállással. Legmagasabb pontjai az 1853 méter magas Salzburger Hochthron (osztrák oldal) és az 1972 méter magas Berchtesgadener Hochthron (német oldal).
A hegy jól látható Salzburból és a Maria Gern berchtesgadeni városrász felől is. Igen impozáns, kb. 1400 méterre emelkedik ki a tájból, sziklafalai akár 300-400 méter magasak is lehetnek.
Élővilága színes. A kőszáli kecskék gyakoriak, emellett kígyók is vannak, ezért nem érdemes letérni a túristaútról. A csúcson nagy számban megtalálhatóak a vakvarjúk.
A hegynek legendája is van:
Rőtszakállú Frigyes német-római császár katonáival egy hegy alatti barlangban nyugszik a keresztes hadjárat után, az idők végezetéig. Annak azonban, aki kiszabadítja, hatalmas kincset ad jutalmul.
A legenda miatt sokan próbálták a középkor során megtalálni a barlangot, azonban sokan belehaltak a próbálkozásba. Valójában Frigyes a hadjárat során egy folyóba fulladt, a legenda pedig azért keletkezhetett, mert a hadseregével bizonyára itt haladt át, amikor a Szentföldre tartott.
Az ilyen legendák egyébként Európa szerte népszerűek voltak, nem csak az Alpokban, de Skandináviában és a Baltikumban is találkozhatunk e motívummal.

## Képek

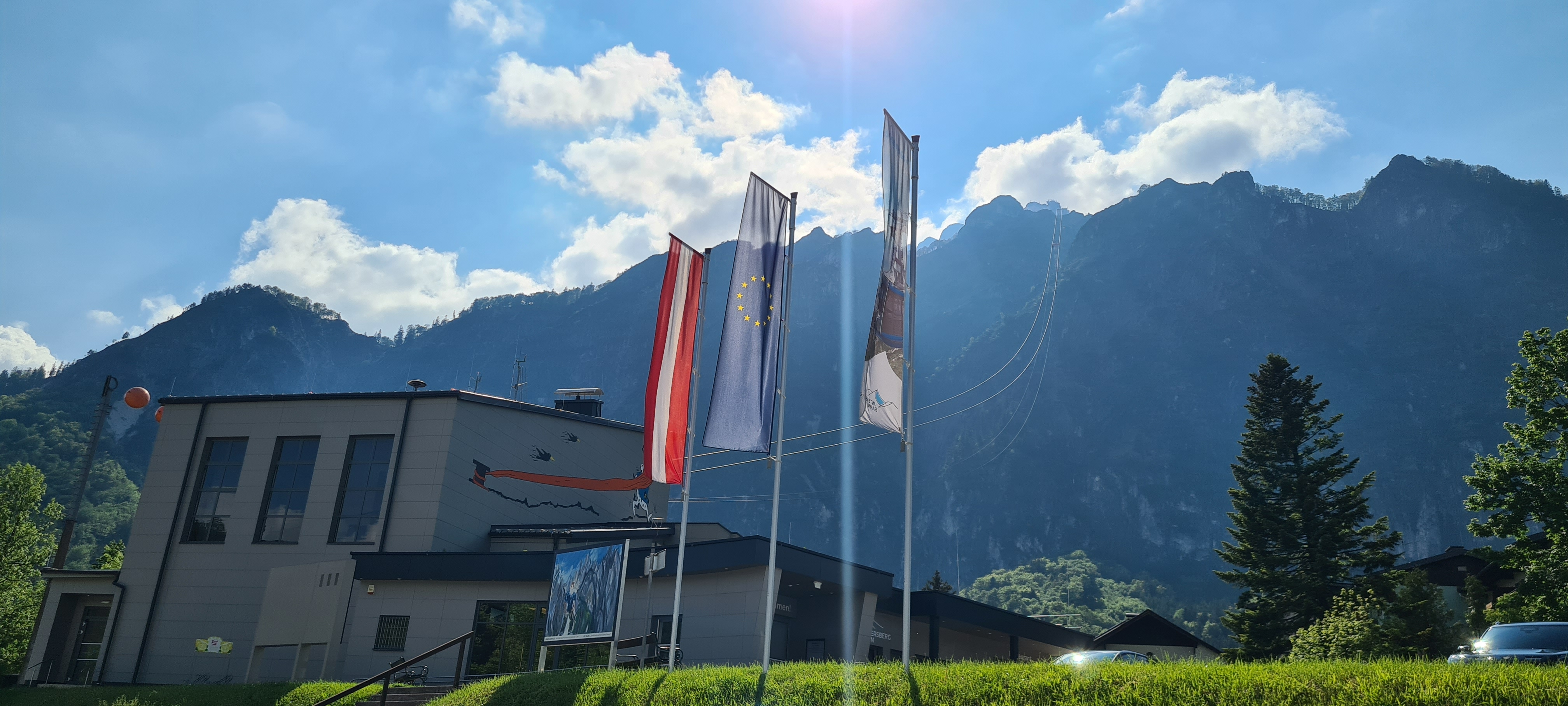
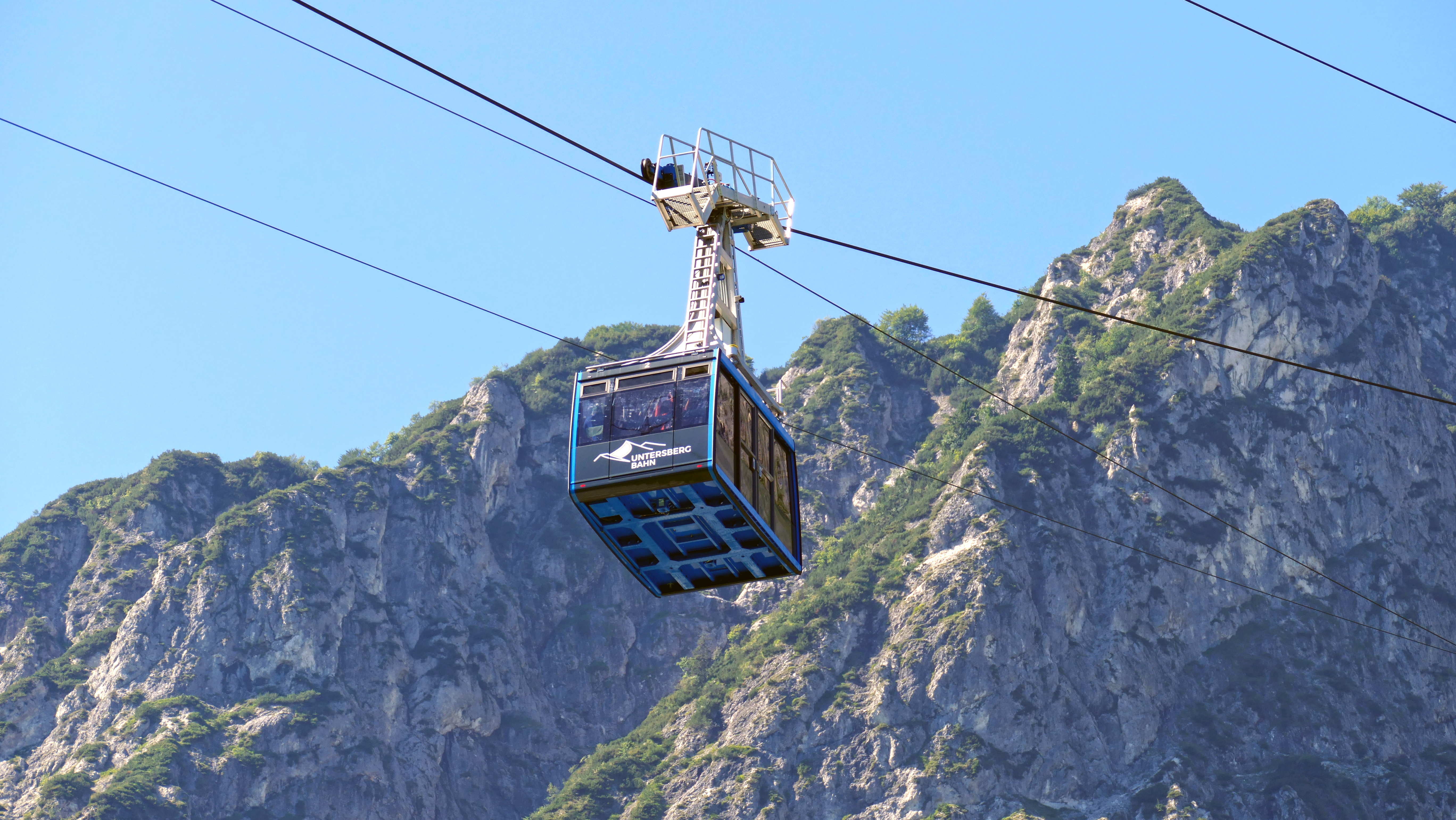
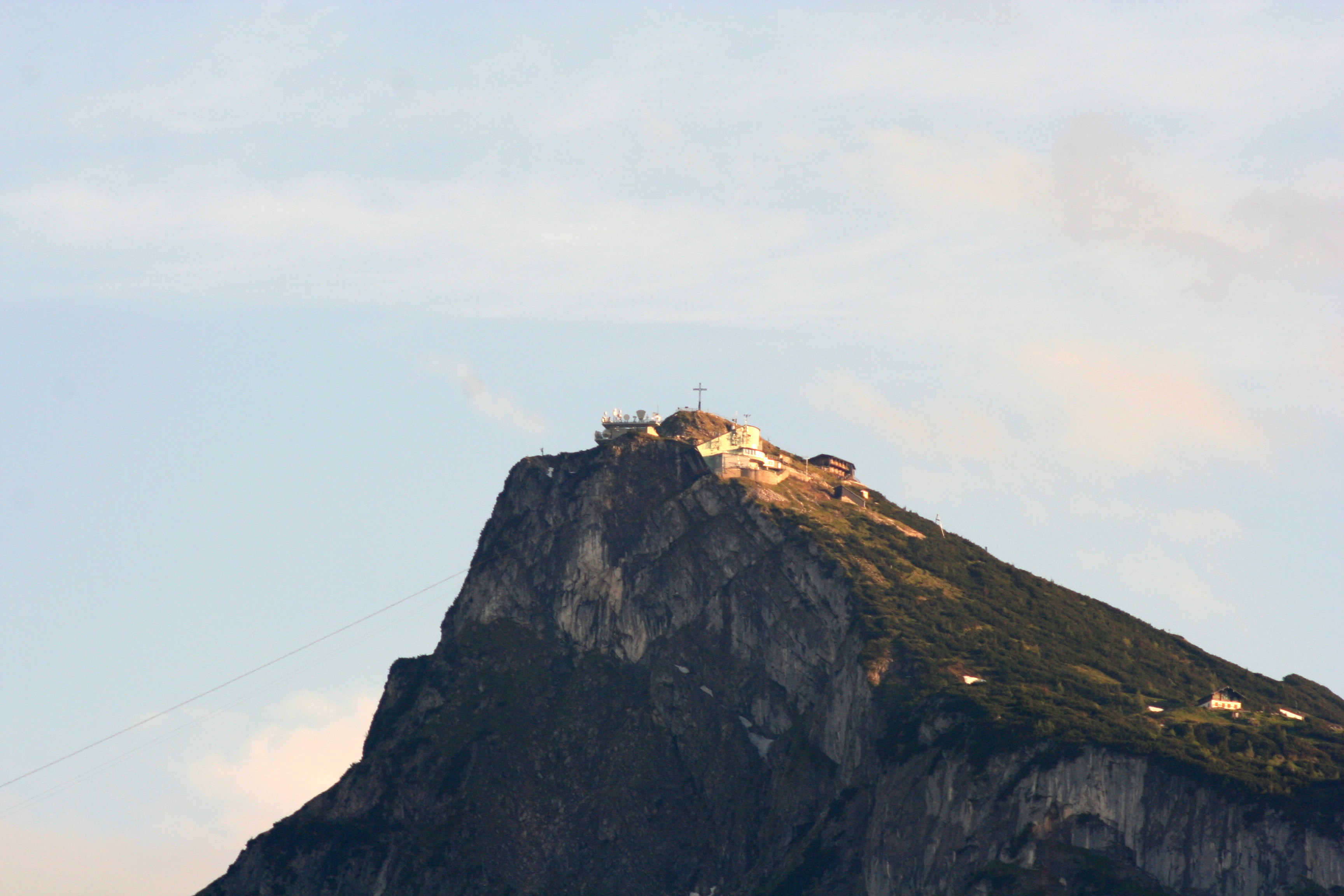
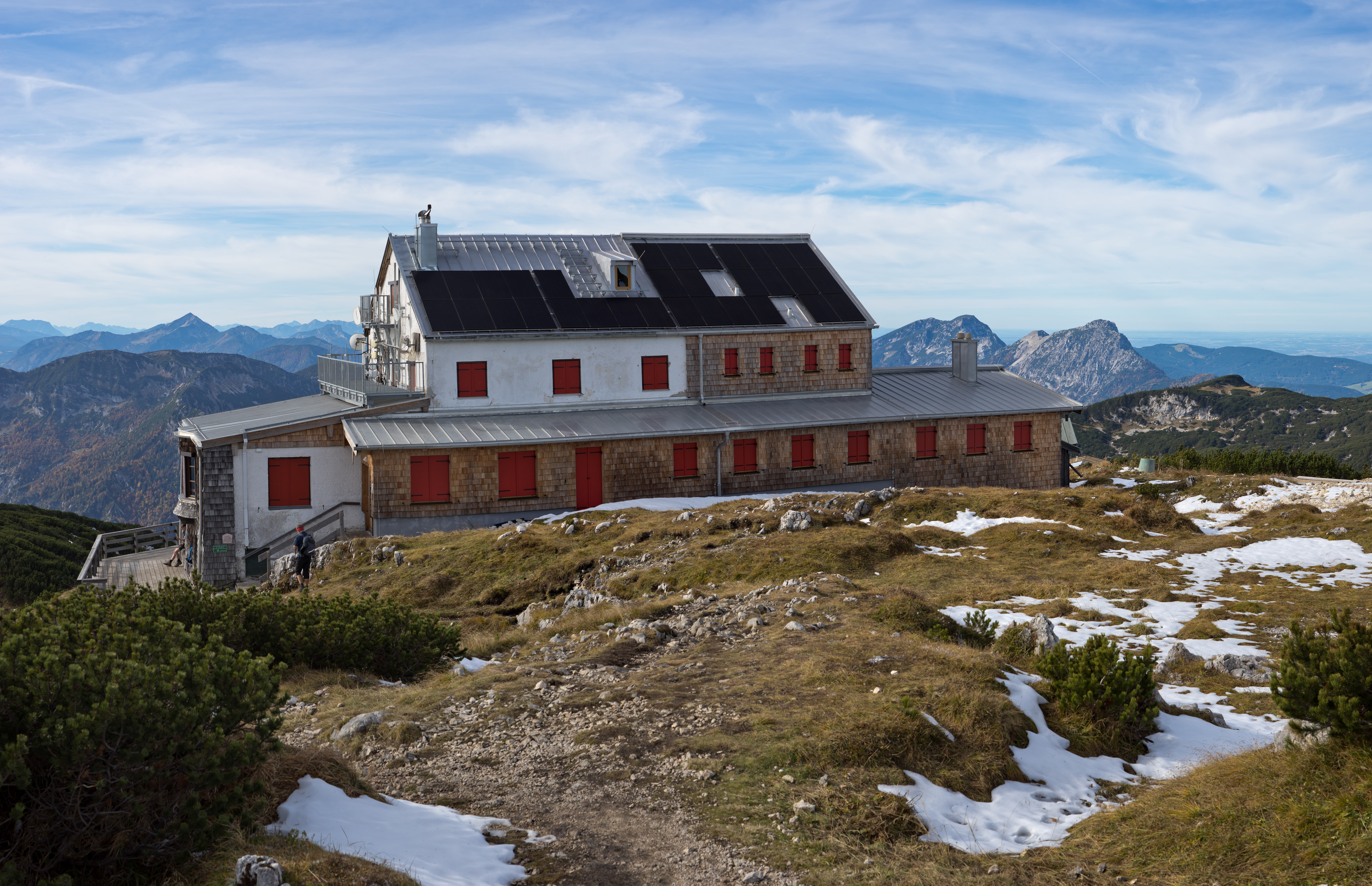
Stöhrhaus
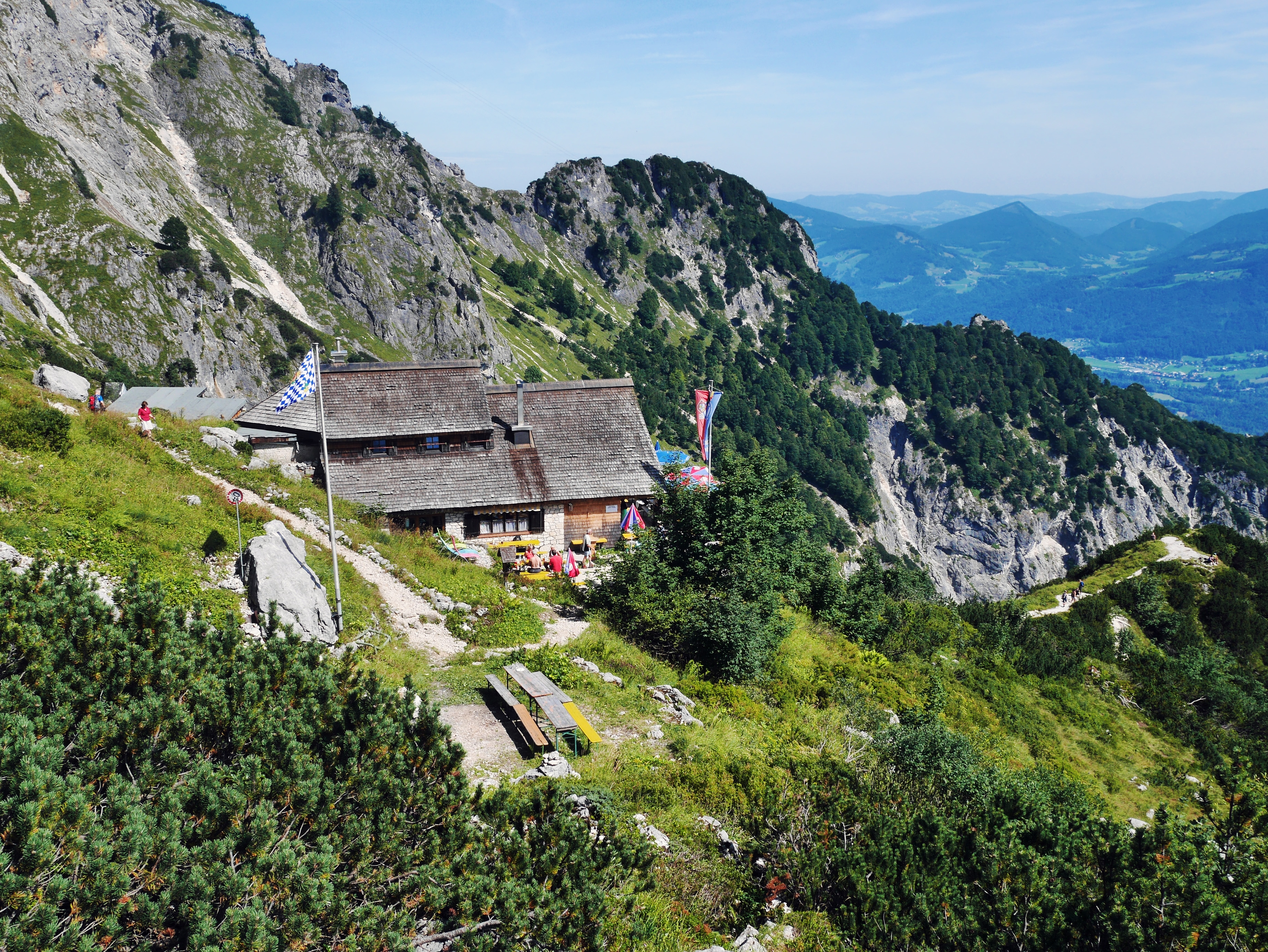
Toni-Lenz-Hütte
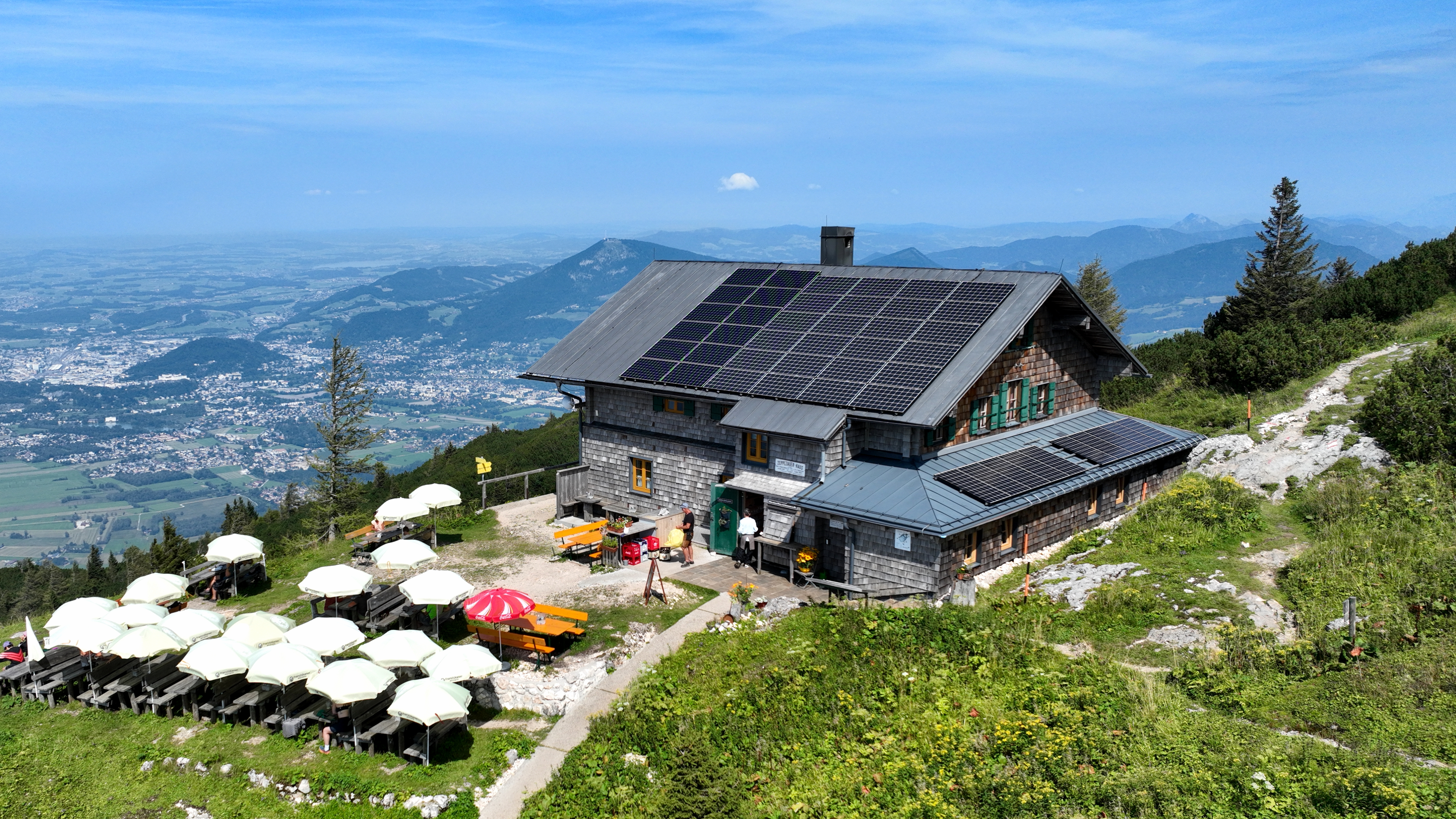
Zeppezauerhaus